# Eros Macchi
Eros Macchi (Milano, 2 agosto 1920 – Rocca di Papa, 5 luglio 2007) è stato un regista televisivo italiano.
Insieme a Daniele D'Anza, Mario Landi, Franco Enriquez, Piero Turchetti e Guglielmo Morandi è stato tra i primi registi della televisione italiana.

## Biografia
Dopo essersi dedicato alla cinematografia (dal 1949) con una serie di documentari, è passato alla televisione realizzando nel periodo delle trasmissioni sperimentali il rotocalco televisivo d'informazione Avvenimenti d'oggi: ha inoltre curato la rubrica di musica leggera Orchestra delle quindici, presentata da Febo Conti e andata in onda il 3 gennaio 1954.
Si è cimentato in tutti i generi televisivi, dimostrando grandi capacità inventive. Fin dal 1955, con Via delle sette note e Un due tre si è accostato al varietà: ha firmato diverse edizioni di Canzonissima (1961, 1971 e 1974), dal 1963 al 1966 i varietà serali Johnny 7 e Johnny Sera, Adriano Clan (1964), il gioco a premi condotto da Corrado Su e giù (1968), Doppia coppia (1969-1970) con Alighiero Noschese e Bice Valori, Signore e signora (1970) con Delia Scala e Lando Buzzanca, Formula due (1973), in cui ha tenuto a battesimo la cantante Loretta Goggi come soubrette e ancora, Settimo anno (1978), All'arca! All'arca! (1978), Luna Park (1979), Zim Zum Zam (1981), Le regine (1982), Io a modo mio (1985), sorta di riedizione del mattatore costruita sulle performance di Gigi Proietti.
Per Rete 4, nel periodo in cui l'emittente era controllata da Mondadori, ha curato la regia di Un milione al secondo, game show condotto da Pippo Baudo.
Nella fiction, dopo alcuni polizieschi - L'arma del delitto (1958), Sospetto (1959) - si è distinto per la messa in scena di importanti testi della letteratura mondiale: se si eccettua la versione un po' edulcorata di Tom Jones (1960), si è trattato sempre di trasposizioni rigorose che rendevano pienamente la forza comunicativa delle opere da cui erano tratte.
Tra le prove migliori: La tua mano (1962) da Tennessee Williams, La luna è tramontata (1962) da Steinbeck, La bella addormentata (1963) da Charles Perrault, Erano tutti figli miei (1965) da Arthur Miller, È mezzanotte dottor Schweitzer (1966) da Cesbron, Candida (1969) da Shaw.
Ha affrontato anche testi meno impegnativi, come Invito a pranzo e Sheila si sposa (1958), Capitano tutte a me (1960), Tutto da rifare pover'uomo (1961), La volpe fortunata (1963), Le buffe solitudini (1976), Il superspia (1977).

## Filmografia

### Rubriche e attualità (regista e autore)
- Avvenimenti d'oggi (1954)
- Orchestra delle quindici (1954)

### Prosa televisiva
- L'arma del delitto (1958)
- Invito a pranzo (1958)
- Sheila si sposa (1958)
- Sospetto (1959)
- Capitano tutte a me (1960)
- Tutto da rifare pover'uomo (1961)
- La tua mano (1962)
- La luna è tramontata (1962)
- È mezzanotte, dottor Schweitzer (1963)
- La volpe fortunata (1963)
- La bella addormentata (1963)
- Erano tutti figli miei (1965)
- Candida (1969)
- Rebecca (1969)
- Le buffe solitudini (1976)
- Il superspia (1977)

### Spettacoli musicali e varietà
- Via delle sette note (1955)
- Un due tre (1955)
- Canzonissima (1961, 1971 e 1974)
- Johnny 7 (1963-1965)
- Adriano Clan (1964)
- Orsa maggiore (1965)
- Johnny Sera (1966)
- Su e giù (1968)
- Doppia coppia (1969-1970)
- Signore e signora (1970)
- Formula due (1973)
- Soldato di tutte le guerre (1977)
- Settimo anno (1978)
- All'arca! All'arca! (1978)
- Luna Park (1979)
- Zim Zum Zam (1981-1983)
- Le regine (1982)
- XXXIII Festival della Canzone Italiana (1983)
- Un milione al secondo (1983-1984)
- Io a modo mio (1985)